# Šport u Zagrebu
U Zagrebu djeluju ova športska društva i klubovi:

### Američki nogomet
Zagreb Thunder(Gromovi Zagreb), Zagreb Capitals, Zagreb Raiders,  Zagreb Patriots

### Automobilizam
AAMK Sveučilište, AK Brzina, AK Chrono sport, AK CRO Dakar team,AK Delta, AK Delta team, AK Delta sport, AK Delta Timing, AMK Dinamo, AK Dubrava, AK FM Team, AK Hermes Analitica, AK INA, AK Info kart, AK Schnee off road, AK Siget, AK Sesvete, AK Sljeme, AK Sputnik, AK ZG off road klub, AKK Fridge racing, AKK Zanatlija, AMD Formula R, AKK Zanatlija-Castrol, KK GB, KK 1, Drift klub

### Bejzbol
HAŠK Zagreb, Gajnice, Kaptol Lions, Medvednica, Novi Zagreb River Pirates, Purger, Zagreb

### Boćanje
dr Ante Starčević, Zagreb, Telekom, Siget Osvit, Prečko, Novi Retkovec, Hrvatski dragovoljac, Kijevo, HEP, Flora, Dubrava, Dubec, Zrinjevac

### Hokej na ledu
Zagreb, Grič, HAŠK, Medveščak, Mladost, Šalata

### Hrvanje
Inas, Metalac

### Karate
Tempo

### Košarka
Cibona, Zagreb, KK Zapad, KK Vučići, Cedevita, Hermes Analitica, Dinamo Zagreb

### Kuglanje
Grmoščica, Medveščak 1958

### Nogomet
Akademičar, Blato, Botinec, Brezovica, Bubamara, Centar, Croatia, Concordia, Croatia Sesvete, Čehi, Čulinec, Dinamo (OO), Dubrava, Gavran, Dinamo, HAŠK, Horvati 1975, Hrašće, Hrvatski dragovoljac, Hrvatski Leskovac, Ivanja Reka, Jarun, Kašina, Kustošija, Lokomotiva, Lučko, Maksimir, Mala Mlaka, Mladost (DD), Mladost Buzin, Most, Nur, Odra, Omladinac, Podsused, Polet, Ponikve, Posavina, Prečko, Prigorje (M), Prigorje (Ž), Radnik, Retkovec, Rudeš, Sava (Z), Sava (J), Sesvetski Kraljevec, Sloboština, Sloga, Studentski Grad, Špansko, Šparta Elektra, Tekstilac Ravnice, Travno, Trešnjevka, Trnje, Uljanik, Utrina, Vocor, Vrapče, Zagreb, Zapruđe, Zelengaj, ZET

#### Ženski nogomet
Agram, Dinamo-Maksimir, Phoenix, Susedgrad '97

#### Mali nogomet
Uspinjača, Orkan-Zagreb, Zagreb-Puljić, Martinovka, Selekcija katoličke malonogometna lige, Zagreb 92, Zagreb Zapad, Petar, Zagreb 1, AS Roma, OVB Allfinanz, Nacional Zagreb, Malešnica, Petar Malešnica

### Odbojka
HAOK Mladost

### Ragbi
Zagreb, Lokomotiva, Viktorija, Policijska akademija (isto što i Srednja policijska škola Zagreb?), Rudeš, Zvrk, Mladost

### Rukomet
Zagreb, Medveščak, Dubrava, ŽRK Lokomotiva, Metalac, Trnje, Maksimir Pastela, ZG Dubrava, Pavleki, ŽRK Trešnjevka

### Rukomet na pijesku
Detono Zagreb, KRP Dubrava, KRP Kontesa Nera, KRP Sokol, ŽKRP Trešnja klub

### Stolni tenis
Dr. Časl, HASTK Mladost, GSTK Zagreb

### Vaterpolo
Mladost, Medveščak, Agram, Stara Sava, Zagreb, ZPK

### Veslanje
Mladost, VK Zagreb